# Țar Șișmanovo, Vidin
Țar Șișmanovo (în bulgară Цар Шишманово) este un sat în comuna Makreș, regiunea Vidin,  Bulgaria. 

## Demografie
Componența etnică a satului Țar Șișmanovo
     Bulgari (98,43%)
     Nicio identificare (1,56%)
     Altele (0%)
La recensământul din 2011, populația satului Țar Șișmanovo era de 128 locuitori. Din punct de vedere etnic, majoritatea locuitorilor (98,43%) erau bulgari. Pentru 1,56% din locuitori nu este cunoscută apartenența etnică.